# Konferencijski zbornik
Konferencijski zbornik je zbornik radova i predavanja s neke znanstvene i stručne konferencije. Sadržava potpuna plenarna predavanja, proširene sažetke pozvanih predavača, sadržaje odabranih usmenih izlaganja, radne materijale i ine sažetke. Nadalje, u Konferencijskom zborniku se objavljuje izvješća i postignuća s konferencije, vodič za buduća događanja i podsjetnik na protekla zbivanja. Sudionici sažetke svrstavaju u nekoliko kategorija, poput unaprjeđivanja stručnog usavršavanja, unaprjeđivanja istraživačkog učenja, razvijanja akcijskih istraživanja i općeg interesa. Sažetak rada mora proći recenziju i ovisno o razini konferencije može biti jedna ili više razina (dvostruka, trostruka) recenzije. Čiji rad recenzenti ocijene i preporuče kao iznimne kakvoće, ti će autori biti izabrani za usmeno izlaganje. Sažetci i radovi se procjenjuju i uvrštavaju na osnovi i prema kriterijima primjerenosti znanstvenog/stručnog rada području i temi konferencije, teorijskog okvira i logičke podloge, dizajna istraživanja i metodologije analize podataka, zaključaka istraživanja (u slučaju znanstvenog rada) ili opis primjera dobre prakse temeljene na idejama naobrazbenih istraživanja (u slučaju stručnog rada), utjecaja na buduća istraživanja, nastavnu praksu ili obrazovnu politiku te kriterija organizacije, jezika i struktura teksta. Primjerke zbornika se tiska nakon konferencije i razdijeli se sudionicima. Konferencijski zbornik je konferencijska publikacija, kao i knjiga sažetaka plenarnih predavanja i prijavljenih radova otiskanih u zborniku.
Konferencijski zbornici mogu biti u serijalu, časopisu i u knjizi.